# グイード・マゼッティ
グイード・マゼッティ（Guido Masetti，1905年11月22日 - 1993年11月26日）は、イタリア・ヴェローナ出身の元サッカー選手、元サッカー指導者。ポジションはゴールキーパー。

## 選手経歴

### クラブ
ヴェローナに生まれ、1926年にエラス・ヴェローナFCでキャリアを始めた。1930年にASローマに加入すると、1943年に退団するまでセリエA通算339試合に出場し、1941-42シーズンにはスクデットを獲得した。

### 代表
1930年代から1940年代にかけての最も優秀なゴールキーパーの一人だが、イタリア代表ではジャンピエロ・コンビとアルド・オリヴィエーリの控えであった。1934 FIFAワールドカップと1938 FIFAワールドカップのメンバーに選ばれたが、いずれの大会も出場機会は無かった。

## 引退後
1950年代にASローマの監督として10試合を指揮した。(1950-51シーズンに5試合、1956-57シーズンに5試合)
1993年にローマで死去した。
2015年にASローマの殿堂にガブリエル・バティストゥータらと共に選出された。

## タイトル

### クラブ
ASローマ
- セリエA：1回 (1941-42)

### 代表
- FIFAワールドカップ：2回 (1934,1938)

### 個人
- ASローマ殿堂：2015